# Bracon griseopubescens
Bracon griseopubescens är en stekelart som beskrevs av Granger 1949. Bracon griseopubescens ingår i släktet Bracon och familjen bracksteklar. Inga underarter finns listade.